# دی‌هیدروکسی‌مالونیک اسید
دی‌هیدروکسی‌مالونیک اسید (به انگلیسی: Dihydroxymalonic acid) یک ترکیب شیمیایی با شناسه پاب‌کم ۶۸۴۱۲ است.